# Llista d'asteroides/161101-161200
| Nom      | Designació provisional | Data de descobriment   | Lloc de descobriment | Descobridor/s               |
| -------- | ---------------------- | ---------------------- | -------------------- | --------------------------- |
| 161101 - | 2002 PL154             | 9 d'agost de 2002      | Socorro              | LINEAR                      |
| 161102 - | 2002 PU165             | 8 d'agost de 2002      | Palomar              | A. Lowe                     |
| 161103 - | 2002 PT169             | 8 d'agost de 2002      | Palomar              | NEAT                        |
| 161104 - | 2002 PF174             | 8 d'agost de 2002      | Palomar              | NEAT                        |
| 161105 - | 2002 QS7               | 16 d'agost de 2002     | Palomar              | NEAT                        |
| 161106 - | 2002 QK14              | 26 d'agost de 2002     | Palomar              | NEAT                        |
| 161107 - | 2002 QR16              | 27 d'agost de 2002     | Palomar              | NEAT                        |
| 161108 - | 2002 QT27              | 28 d'agost de 2002     | Palomar              | NEAT                        |
| 161109 - | 2002 QA46              | 29 d'agost de 2002     | Palomar              | NEAT                        |
| 161110 - | 2002 QA54              | 29 d'agost de 2002     | Palomar              | S. F. Hönig                 |
| 161111 - | 2002 QS56              | 29 d'agost de 2002     | Palomar              | S. F. Hönig                 |
| 161112 - | 2002 QX57              | 29 d'agost de 2002     | Palomar              | S. F. Hönig                 |
| 161113 - | 2002 QX98              | 26 d'agost de 2002     | Palomar              | NEAT                        |
| 161114 - | 2002 RC2               | 4 de setembre de 2002  | Anderson Mesa        | LONEOS                      |
| 161115 - | 2002 RL2               | 4 de setembre de 2002  | Anderson Mesa        | LONEOS                      |
| 161116 - | 2002 RL5               | 3 de setembre de 2002  | Palomar              | NEAT                        |
| 161117 - | 2002 RO13              | 4 de setembre de 2002  | Anderson Mesa        | LONEOS                      |
| 161118 - | 2002 RB17              | 4 de setembre de 2002  | Anderson Mesa        | LONEOS                      |
| 161119 - | 2002 RK17              | 4 de setembre de 2002  | Anderson Mesa        | LONEOS                      |
| 161120 - | 2002 RH18              | 4 de setembre de 2002  | Anderson Mesa        | LONEOS                      |
| 161121 - | 2002 RZ18              | 4 de setembre de 2002  | Anderson Mesa        | LONEOS                      |
| 161122 - | 2002 RH21              | 4 de setembre de 2002  | Anderson Mesa        | LONEOS                      |
| 161123 - | 2002 RA37              | 5 de setembre de 2002  | Anderson Mesa        | LONEOS                      |
| 161124 - | 2002 RH44              | 5 de setembre de 2002  | Socorro              | LINEAR                      |
| 161125 - | 2002 RY58              | 5 de setembre de 2002  | Anderson Mesa        | LONEOS                      |
| 161126 - | 2002 RH61              | 5 de setembre de 2002  | Socorro              | LINEAR                      |
| 161127 - | 2002 RW68              | 4 de setembre de 2002  | Anderson Mesa        | LONEOS                      |
| 161128 - | 2002 RG77              | 5 de setembre de 2002  | Socorro              | LINEAR                      |
| 161129 - | 2002 RG80              | 5 de setembre de 2002  | Socorro              | LINEAR                      |
| 161130 - | 2002 RL82              | 5 de setembre de 2002  | Socorro              | LINEAR                      |
| 161131 - | 2002 RR87              | 5 de setembre de 2002  | Socorro              | LINEAR                      |
| 161132 - | 2002 RK96              | 5 de setembre de 2002  | Socorro              | LINEAR                      |
| 161133 - | 2002 RR108             | 5 de setembre de 2002  | Haleakala            | NEAT                        |
| 161134 - | 2002 RJ111             | 6 de setembre de 2002  | Socorro              | LINEAR                      |
| 161135 - | 2002 RB116             | 6 de setembre de 2002  | Socorro              | LINEAR                      |
| 161136 - | 2002 RT117             | 1 de setembre de 2002  | Kvistaberg           | Uppsala-DLR Asteroid Survey |
| 161137 - | 2002 RN136             | 11 de setembre de 2002 | Haleakala            | NEAT                        |
| 161138 - | 2002 RD138             | 13 de setembre de 2002 | Socorro              | LINEAR                      |
| 161139 - | 2002 RJ150             | 11 de setembre de 2002 | Haleakala            | NEAT                        |
| 161140 - | 2002 RA152             | 12 de setembre de 2002 | Palomar              | NEAT                        |
| 161141 - | 2002 RD152             | 12 de setembre de 2002 | Palomar              | NEAT                        |
| 161142 - | 2002 RG152             | 12 de setembre de 2002 | Palomar              | NEAT                        |
| 161143 - | 2002 RR161             | 12 de setembre de 2002 | Palomar              | NEAT                        |
| 161144 - | 2002 RL202             | 13 de setembre de 2002 | Palomar              | NEAT                        |
| 161145 - | 2002 RA204             | 14 de setembre de 2002 | Palomar              | NEAT                        |
| 161146 - | 2002 RH245             | 15 de setembre de 2002 | Palomar              | NEAT                        |
| 161147 - | 2002 RW254             | 14 de setembre de 2002 | Palomar              | NEAT                        |
| 161148 - | 2002 SN15              | 27 de setembre de 2002 | Palomar              | NEAT                        |
| 161149 - | 2002 SA20              | 26 de setembre de 2002 | Palomar              | NEAT                        |
| 161150 - | 2002 SL25              | 28 de setembre de 2002 | Haleakala            | NEAT                        |
| 161151 - | 2002 SH27              | 29 de setembre de 2002 | Haleakala            | NEAT                        |
| 161152 - | 2002 SR28              | 27 de setembre de 2002 | Socorro              | LINEAR                      |
| 161153 - | 2002 SF30              | 28 de setembre de 2002 | Haleakala            | NEAT                        |
| 161154 - | 2002 SV36              | 29 de setembre de 2002 | Kitt Peak            | Spacewatch                  |
| 161155 - | 2002 SY36              | 29 de setembre de 2002 | Haleakala            | NEAT                        |
| 161156 - | 2002 SZ37              | 30 de setembre de 2002 | Drebach              | Drebach                     |
| 161157 - | 2002 SJ39              | 30 de setembre de 2002 | Socorro              | LINEAR                      |
| 161158 - | 2002 ST52              | 18 de setembre de 2002 | Palomar              | NEAT                        |
| 161159 - | 2002 SH57              | 30 de setembre de 2002 | Haleakala            | NEAT                        |
| 161160 - | 2002 SZ66              | 30 de setembre de 2002 | Haleakala            | NEAT                        |
| 161161 - | 2002 TX                | 1 d'octubre de 2002    | Anderson Mesa        | LONEOS                      |
| 161162 - | 2002 TH1               | 1 d'octubre de 2002    | Anderson Mesa        | LONEOS                      |
| 161163 - | 2002 TZ1               | 1 d'octubre de 2002    | Anderson Mesa        | LONEOS                      |
| 161164 - | 2002 TE9               | 1 d'octubre de 2002    | Anderson Mesa        | LONEOS                      |
| 161165 - | 2002 TH17              | 2 d'octubre de 2002    | Socorro              | LINEAR                      |
| 161166 - | 2002 TD24              | 2 d'octubre de 2002    | Socorro              | LINEAR                      |
| 161167 - | 2002 TP26              | 2 d'octubre de 2002    | Socorro              | LINEAR                      |
| 161168 - | 2002 TQ33              | 2 d'octubre de 2002    | Socorro              | LINEAR                      |
| 161169 - | 2002 TY38              | 2 d'octubre de 2002    | Socorro              | LINEAR                      |
| 161170 - | 2002 TX47              | 2 d'octubre de 2002    | Socorro              | LINEAR                      |
| 161171 - | 2002 TY52              | 2 d'octubre de 2002    | Socorro              | LINEAR                      |
| 161172 - | 2002 TH55              | 2 d'octubre de 2002    | Haleakala            | NEAT                        |
| 161173 - | 2002 TW62              | 3 d'octubre de 2002    | Campo Imperatore     | CINEOS                      |
| 161174 - | 2002 TD68              | 7 d'octubre de 2002    | Socorro              | LINEAR                      |
| 161175 - | 2002 TX70              | 3 d'octubre de 2002    | Palomar              | NEAT                        |
| 161176 - | 2002 TT75              | 1 d'octubre de 2002    | Anderson Mesa        | LONEOS                      |
| 161177 - | 2002 TS89              | 3 d'octubre de 2002    | Palomar              | NEAT                        |
| 161178 - | 2002 TM99              | 4 d'octubre de 2002    | Palomar              | NEAT                        |
| 161179 - | 2002 TQ100             | 4 d'octubre de 2002    | Socorro              | LINEAR                      |
| 161180 - | 2002 TO105             | 4 d'octubre de 2002    | Anderson Mesa        | LONEOS                      |
| 161181 - | 2002 TH110             | 2 d'octubre de 2002    | Haleakala            | NEAT                        |
| 161182 - | 2002 TO120             | 3 d'octubre de 2002    | Palomar              | NEAT                        |
| 161183 - | 2002 TV122             | 4 d'octubre de 2002    | Palomar              | NEAT                        |
| 161184 - | 2002 TL126             | 4 d'octubre de 2002    | Socorro              | LINEAR                      |
| 161185 - | 2002 TZ127             | 4 d'octubre de 2002    | Palomar              | NEAT                        |
| 161186 - | 2002 TW135             | 4 d'octubre de 2002    | Anderson Mesa        | LONEOS                      |
| 161187 - | 2002 TD139             | 4 d'octubre de 2002    | Anderson Mesa        | LONEOS                      |
| 161188 - | 2002 TA157             | 5 d'octubre de 2002    | Palomar              | NEAT                        |
| 161189 - | 2002 TU179             | 13 d'octubre de 2002   | Palomar              | NEAT                        |
| 161190 - | 2002 TW180             | 14 d'octubre de 2002   | Socorro              | LINEAR                      |
| 161191 - | 2002 TZ183             | 4 d'octubre de 2002    | Socorro              | LINEAR                      |
| 161192 - | 2002 TN196             | 4 d'octubre de 2002    | Campo Imperatore     | CINEOS                      |
| 161193 - | 2002 TG199             | 6 d'octubre de 2002    | Socorro              | LINEAR                      |
| 161194 - | 2002 TS206             | 4 d'octubre de 2002    | Socorro              | LINEAR                      |
| 161195 - | 2002 TS227             | 8 d'octubre de 2002    | Anderson Mesa        | LONEOS                      |
| 161196 - | 2002 TN229             | 9 d'octubre de 2002    | Socorro              | LINEAR                      |
| 161197 - | 2002 TU231             | 8 d'octubre de 2002    | Palomar              | NEAT                        |
| 161198 - | 2002 TB237             | 6 d'octubre de 2002    | Socorro              | LINEAR                      |
| 161199 - | 2002 TA245             | 7 d'octubre de 2002    | Haleakala            | NEAT                        |
| 161200 - | 2002 TO254             | 9 d'octubre de 2002    | Anderson Mesa        | LONEOS                      |